# Маріо Лузіані
Маріо Лузіані (італ. Mario Lusiani, 4 травня 1903 — 3 вересня 1964) — італійський велогонщик.
Олімпійський чемпіон 1928 року в командній гонці переслідування.